# Białęgi (województwo wielkopolskie)
Białęgi – wieś w Polsce położona w województwie wielkopolskim, w powiecie poznańskim, w gminie Murowana Goślina. W latach 1975–1998 miejscowość administracyjnie należała do województwa poznańskiego. W niewielkim lasku na skraju wsi zachował się zaniedbany cmentarz ewangelicki.
Przez wieś prowadzą dwa znakowane szlaki rowerowe: Mały Pierścień Rowerowy oraz szlak R-6, oba wyznakowane przez zespół gmin Puszcza Zielonka.

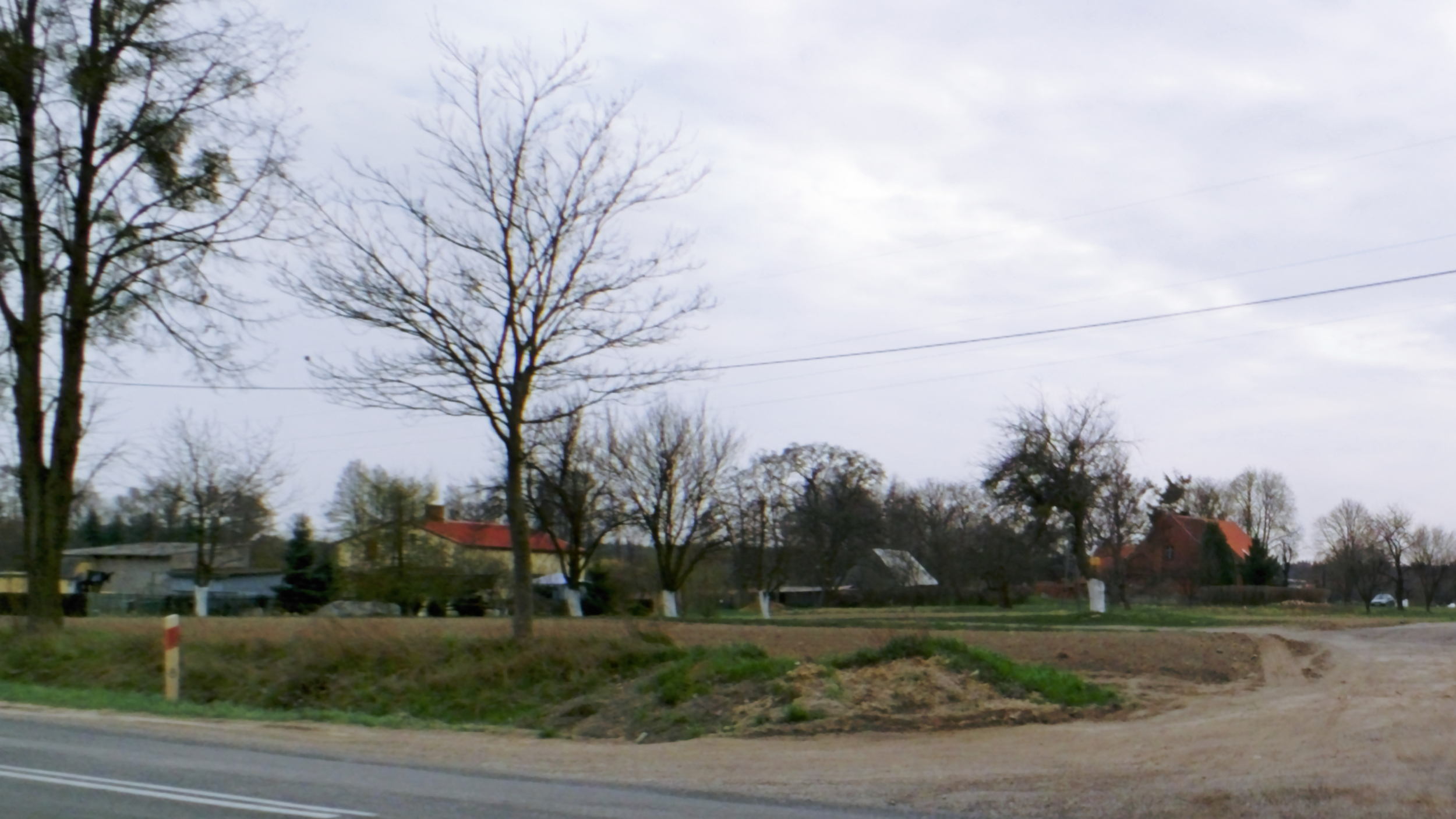
Widok z szosy obornickiej
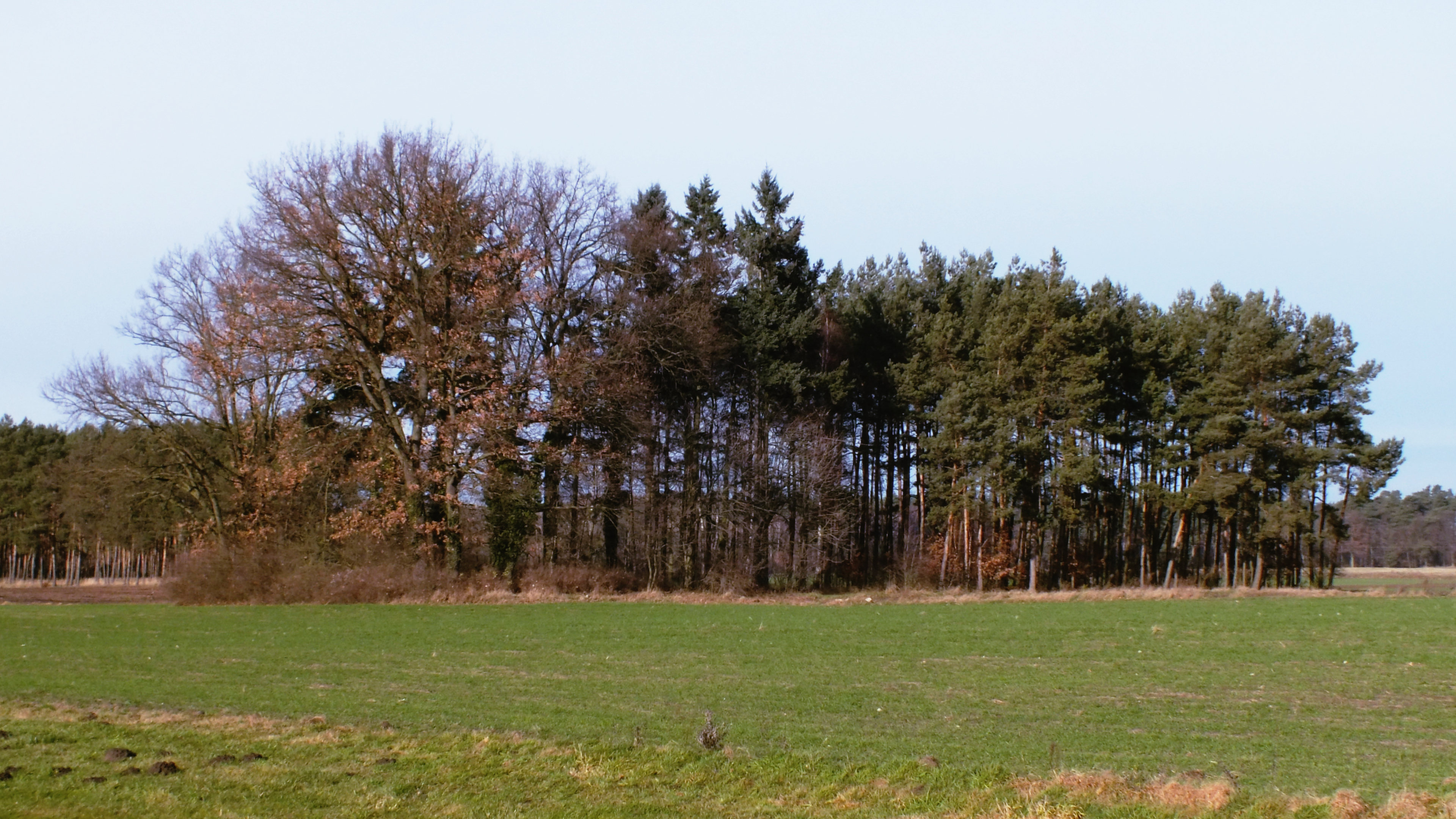
Dawny cmentarz ewangelicki
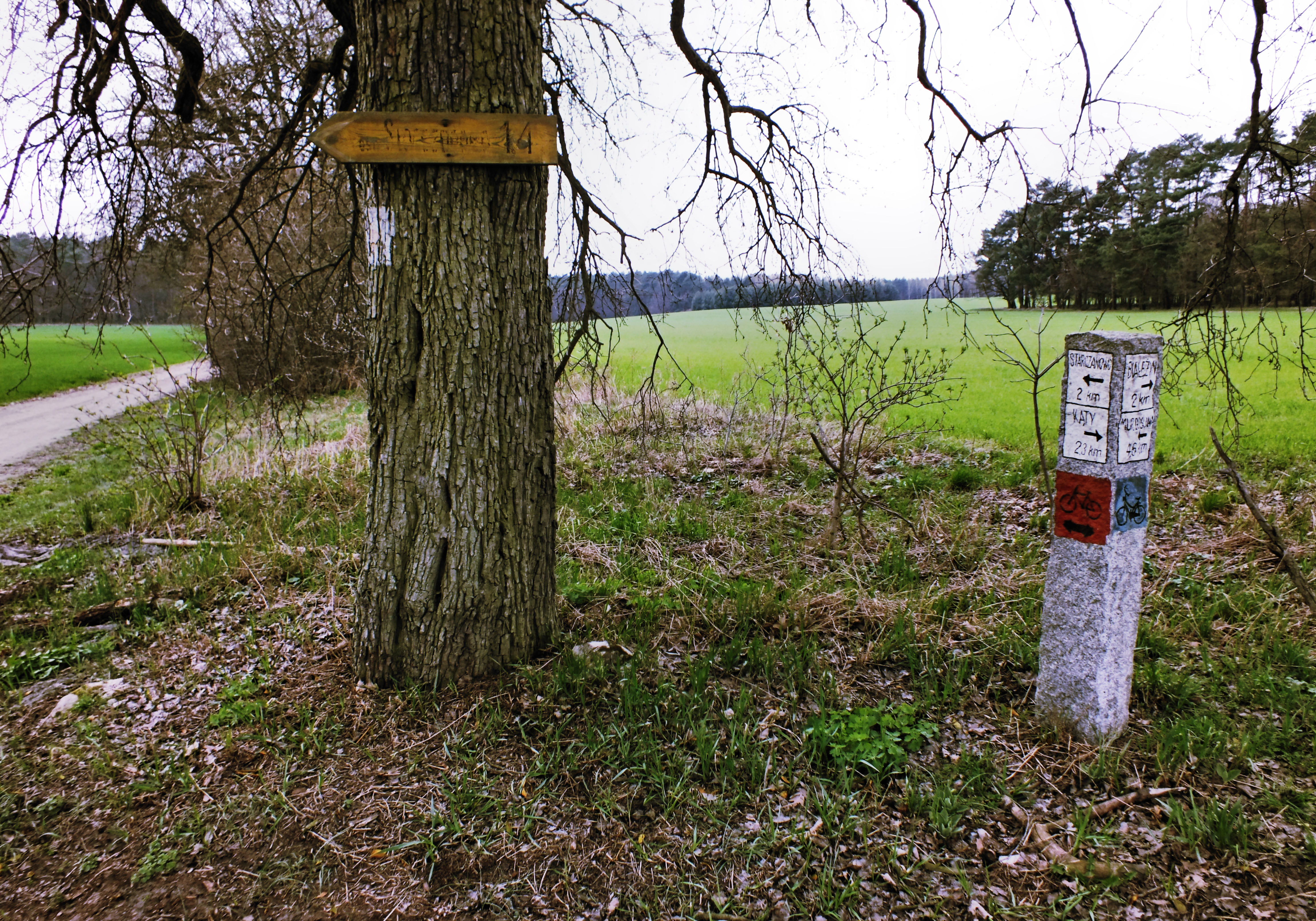
Skrzyżowanie szlaków rowerowych
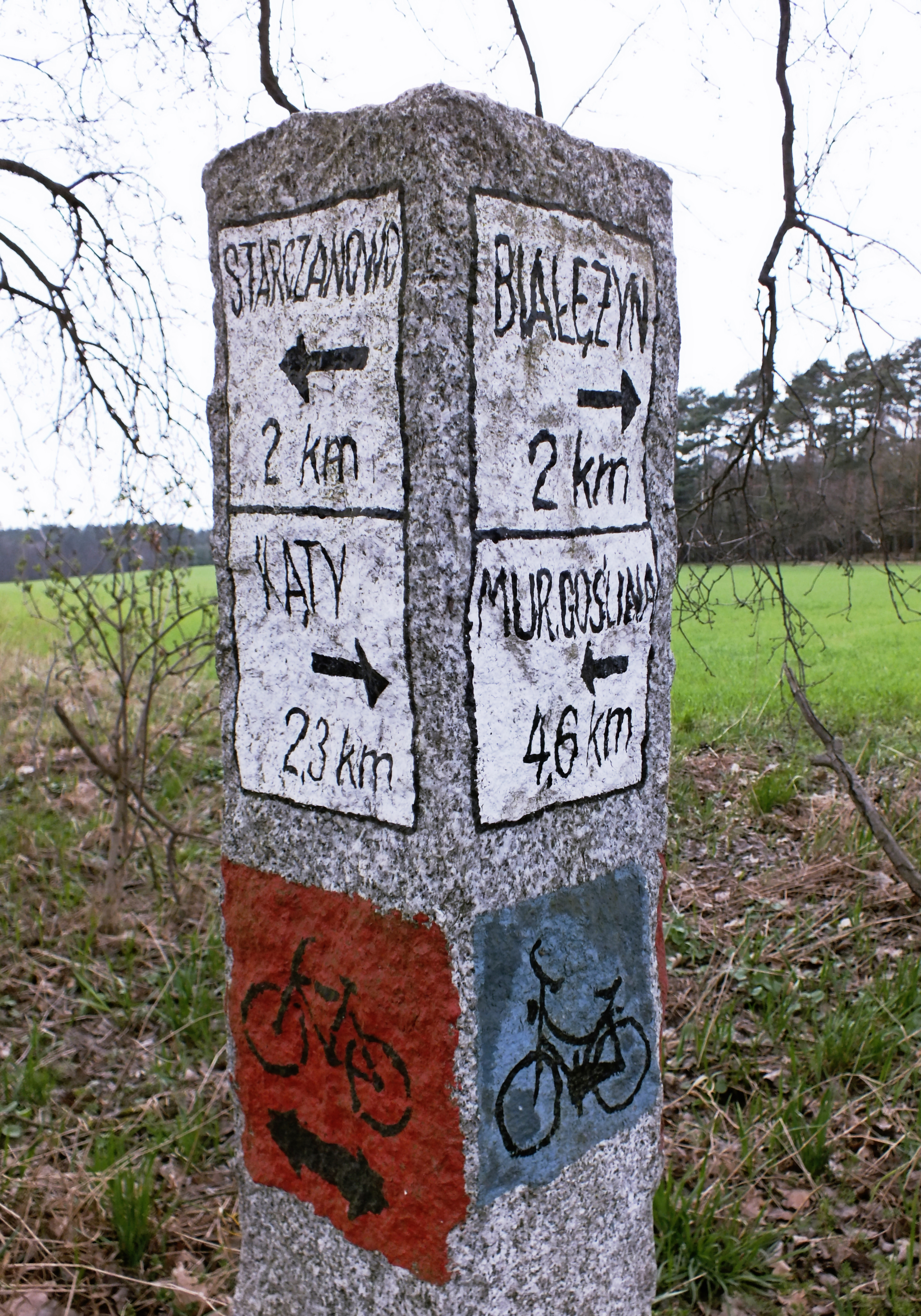
Skrzyżowanie szlaków rowerowych